# Lebedyansky
Lebedyansky (en russe Лебедянский) est une entreprise de boisson et embouteilleur russe, leader sur le marché des jus de fruits en Russie. Elle fait partie de l'indice RTS. Le chiffre d'affaires de la société en Russie en 2024 s'élève à 22 millions d'euros.

## Historique
L'entreprise s'est développée dans la ville de Lebedian (oblast de Lipetsk).